# VV Papendrecht
Voetbalvereniging Papendrecht is een amateurvoetbalvereniging uit Papendrecht, Zuid-Holland, Nederland. De club werd opgericht op 1 augustus 1920 en speelt sinds 1938 op “”Sportpark Slobbengors”.
Het standaardelftal speelt in het seizoen 2020/21 in de Eerste klasse zaterdag van het KNVB-district West-II.

## Club historie
VV Papendrecht werd onder de naam PVV opgericht. Plaats van handeling was café Wapperom, aan de Veerstoep. Fabrieksarbeiders van machinefabriek en scheepswerf Van de Schuit gingen met de pet rond om geld in te zamelen om een bal te kopen. De eerste vriendschappelijke wedstrijden worden gespeeld op het Zand in Papendrecht, in 1921 verhuisde de snel groeiende club naar een nieuw terrein ten westen van de Veerweg en ten zuiden van de Tiendweg. Financiële problemen leidden enkele jaren later bijna tot de ondergang. Dankzij een speech van Karel Lotsy, destijds voorzitter van de Dordtse Voetbal Bond (DVB), op een speciaal belegde vergadering in 1927 stroomden nieuwe leden toe en kon met steun van de gemeente een jaar later een nieuw terrein worden gehuurd. De naam werd in deze periode gewijzigd naar vv Papendrecht.
Arie van der Linden was in 1972 de eerste speler van Papendrecht die voor het Nederlands amateurelftal werd uitgenodigd. In 1973 tekende hij een contract bij Feyenoord.

## Standaardelftallen

### Zaterdag
Vanaf het seizoen 2012/13 heeft de club alleen nog een zaterdag standaardelftal. Dit elftal komt sinds 1986/87 onafgebroken uit in een standaardcompetitie bij de KNVB waar het hoofdzakelijk in de Vierde- en Derde klasse speelde. Na het klasse kampioenschap in 2013/14 van 3C in het district Zuid-I speelt het sinds het seizoen 2015/16 in de Tweede klasse, (2D van West-II, 2F van Zuid-I). Van 2001/02-2003/04 speelde het eerder drie seizoen in de klasse (toen nog het derde amateurniveau).

#### Competitieresultaten 1987–heden (zaterdag)
| 2 4D |

| 2 4D |

| 2 4D |

| 8 3B |

| 3 3B |

| 11 3B |

| 9 4D |

| 3 4D |

| 3 4D |

| 9 4B |

| 8 3C |

| 5 3C |

| 9 3C |

| 2 3B |

| 1 3C |

| 8 2F |

| 10 2F |

| 12 2F |

| 7 3C |

| 10 3C |

| 10 3C |

| 9 3C |

| 12 3C |

| 6 4D |

| 4 4C |

| 4 4D |

| 3 3C |

| 1 3C |

| 5 2D |

| 8 2D |

| 10 2D |

| 5 2F |

| 2 2F |

| 9* 1C |

| 13* 1B |

| 12 1B |

| 1 2H |

| 5 1D |

- = Dit seizoen werd stopgezet vanwege de uitbraak van het coronavirus. Er werd voor dit seizoen geen officiële eindstand vastgesteld.

| Tweede divisie | Derde divisie | Vierde divisie | Eerste klasse |
| Tweede klasse  | Derde klasse  | Vierde klasse  | Vijfde klasse |

### Zondag
Het zondag standaardelftal kwam in drie perioden uit op het hoogste amateurniveau. De eerste periode van elf seizoenen speelde het van 1964/65-1973/74 in de Eerste klasse en in 1974/75 in de zondag Hoofdklasse A. De tweede periode, ook in de Hoofdklasse A, duurde tien seizoen (1987/88-1996/97). De derde periode duurde vijf seizoenen, ditmaal in de zondag Hoofdklasse B, van 2005/06-2009/10. Dit laatste seizoen slaagde de club er niet in zich te kwalificeren voor de Topklasse zodat de club in het seizoen 2010/11 op het tweede amateurniveau in de Hoofdklasse gespeelde. Dat seizoen degradeerde ook uit deze klasse, het seizoen erop direct ook uit de 1e klasse. Na dat seizoen (2011/12) werd er geen standaardelftal meer ingeschreven voor zondagvoetbal.
In 1933 werd promotie van de DVB naar de KNVB afgedwongen. In 1964 werd Papendrecht kampioen van de Tweede klasse B en promoveerde het naar de Eerste klasse, destijds de hoogste klasse voor zondagamateurs. Het jaar daarop werd Papendrecht direct kampioen van de Eerste klasse in West-II en mocht het met de vijf kampioenen van andere Eerste klassen strijden om het landskampioenschap bij de amateurs. In de kampioenscompetitie eindigde het als vierde achter kampioen RIOS '31 (Zuid-II), JOS (West-I), HVV Helmond (Zuid-I) en voor VV Emmen (Noord) en ESCA-VC (Oost). Ook in 1970 werd het kampioenschap behaald. In de daarop volgende kampioenscompetitie eindigde het als zesde achter kampioen VV Sneek (Noord), VV Uithoorn (West-I), VV Sanderbout (Zuid-II), De Treffers (Oost) en TSC (Zuid-I).
In 1985 werd onder leiding van trainer Joop van Daele de Districtsbeker van West-II gewonnen, waarmee plaatsing voor de KNVB beker 1985/86 werd afgedwongen. Hierin reikte Papendrecht tot de derde ronde. Na winst op Hoofdklasser DWV en Eerste divisieclub FC Volendam was FC Groningen in een thuiswedstrijd met 3-0 te sterk.

#### Erelijst
Winnaar Districtsbeker West-II: 1985

#### Competitieresultaten 1934–2012 (zondag)
| 2 4F |

| 1 4F |

| 9 3D |

| 5 3E |

| 10 3D |

| 3 4I |

| 6 |

| 2 4I |

| 4 4K |

| 3 4K |

| 2 4K |

|  |

| 3 4K |

| 1 4L |

| 5 3D |

| 4 3E |

| 2 3E |

| 5 3D |

| 4 3C |

| 11 3D |

| 10 3C |

| 11 3D |

| 3 3D |

| 1 3D |

| 7 2B |

| 5 2B |

| 9 2B |

| 5 2B |

| 11 2A |

| 4 2B |

| 1 2B |

| 1 1B |

| 8 1B |

| 8 1B |

| 5 1B |

| 4 1B |

| 1 1B |

| 2 1B |

| 10 1B |

| 9 1B |

| 3 1B |

| 14 A |

| 2 1B |

| 4 1B |

| 7 1B |

| 12 1B |

| 7 1B |

| 4 1B |

| 3 1B |

| 1 1B |

| 9 1B |

| 5 1B |

| 2 1B |

| 1 1B |

| 6 A |

| 8 A |

| 8 A |

| 11 A |

| 9 A |

| 6 A |

| 8 A |

| 8 A |

| 8 A |

| 14 A |

| 4 1B |

| 2 1B |

| 2 1C |

| 6 1C |

| 6 1C |

| 2 1C |

| 4 1C |

| 1 1C |

| 10 B |

| 7 B |

| 3 B |

| 9 B |

| 11 B |

| 13 B |

| 14 1B |

| Hoofdklasse | Eerste klasse | Tweede klasse | Derde klasse | Vierde klasse | Noodcompetitie |

In elke staaf van de grafiek staat van boven naar beneden vermeld: 
- Eindnotering

Dit is de positie die de club heeft bereikt in de competitie, zonder eventuele beslissings-, play-off- of nacompetitiewedstrijden die nodig zijn geweest om bijvoorbeeld de kampioen van de competitie te bepalen.
Indien een * achter het getal staat is de notering een tussenstand en kan het zijn dat de notering niet overeenkomt met de uiteindelijke eindstand van de competitie.
Staat er een - dan is het seizoen nog bezig en is er geen definitieve uitslag bekend.
Staat er xx op de positie van de notering, dan heeft de club vroegtijdig de competitie verlaten. Dit kan onder andere komen door terugtrekking van het team, faillissement van de club of door een uitgedeelde straf van de KNVB. In veel gevallen staat elders in het artikel de reden vermeld.
Staat er een ? dan is het resultaat uit het verleden onbekend, en is alleen de competitie of het niveau bekend van dat seizoen.
In de seizoenen 2019/20 en 2020/21 werd wegens de coronacrisis het amateurvoetbal afgebroken. Daardoor kennen deze staven geen eindklassering (middels -- weergegeven).
- Competitieniveau en afdelingsletter of Officiële eindstand Eredivisie
  - Competitieniveau en afdelingsletter

Hierbij geeft het getal het niveau weer, dat ook terug te vinden is in de legenda. De letter is de afdelingsaanduiding en wordt gebruikt wanneer er meer afdelingen zijn op hetzelfde niveau. De afdelingsletter is altijd een hoofdletter en wordt meestal zonder nummer gebruikt.
Voorbeeld: 2F is niveau 2e klasse competitie F.
Het competitieniveau en nummer wordt niet vermeld wanneer er slechts één competitie van dit niveau was.
  - Officiële eindstand Eredivisie (getal staat tussen haakjes vermeld)

Sinds de introductie van play-offwedstrijden voor Europees voetbal na afloop van de reguliere competitie in 2005/06, is de KNVB verplicht een eindstand van de Eredivisie door te geven aan de UEFA aan de hand van deze play-offwedstrijden.
Bij deze eindstand staan clubs die zich hebben gekwalificeerd voor Europees voetbal hoger dan clubs die zich niet wisten te kwalificeren. Indien er geen verschil was tussen de eindnotering en de officiële eindstand, staat dit getal niet vermeld.

- Onderafdeling

Hier staat afgekort de naam van de onderafdeling indien de club in dat jaar in een onderafdeling uitkwam. Tevens staat deze afkorting in de legenda en wordt gelinkt naar het artikel over deze onderafdeling. Deze afkorting wordt alleen vermeld wanneer de club in het verleden in verschillende onderafdelingen heeft gespeeld. Deze vermelding is in de staaf altijd in kleine letters. Deze onderafdelingen zijn na het seizoen 1995/96 afgeschaft. Heeft de club in slechts één onderafdeling gespeeld, dan is dit alleen terug te vinden in de legenda.
Onder de staaf staat het jaartal vermeld waarin het seizoen is afgesloten. 15 verwijst naar het seizoen 2014/15 of eventueel het seizoen 1914/15.
Wanneer een staaf leeg is, zijn deze gegevens niet bekend. Het kan ook zijn dat de club dat seizoen niet heeft meegespeeld op het hogere amateurniveau, vroegtijdig de competitie heeft verlaten of uit de competitie is gezet.

In het seizoen 1944/45 was er wegens de Tweede Wereldoorlog geen regulier competitievoetbal.

## Bekende (oud-)spelers
- Winston Bakboord
- John den Dunnen
- Zakaria Eddahchouri
- Bobby Petta
- Arie Stehouwer
- Gyan de Regt

Vv Drechtstreek · VV Papendrecht